# Hoya deykeae
Hoya deykeae är en oleanderväxtart som beskrevs av T.Green. Hoya deykeae ingår i släktet Hoya och familjen oleanderväxter. Inga underarter finns listade i Catalogue of Life.